# كأس السوبر الإسباني
كأس السوبر الإسباني (بالإسبانية: Supercopa de España) هي بطولة في رياضة كرة القدم بدأت منذ عام 1982 واستمرت ليومنا هذا، حيث تُقام المنافسة منذ 2019–20 بين أبطال الدوري والكأس وأصحاب المركز الثاني في كلتا البطولتين. وتتنافس الفرق الأربعة بنظام النصف النهائي (خروج المغلوب) وفق قرعة يجريها الاتحاد الإسباني لكرة القدم. في السابق كان يشارك فريقان فقط.
في السابق، كان بإمكان بطل كأس ملك إسبانيا وبطل الدوري الإسباني التأهل لكأس السوبر، وفي حال فوز أحد الفرق بلقبي كأس ملك إسبانيا وبطل الدوري الإسباني في موسم واحد، يتأهل وصيف كأس ملك إسبانيا تلقائيا كطرف ثاني لينافس بطل الثنائية على اللقب. كانت المنافسة تقام من مباراتين ذهاب وإياب، بحيث تكون مباراة الذهاب في أرض بطل الكأس، فيما تكون الإياب في أرض بطل الدوري. لكن في نسخة 2018 من كأس السوبر، تم تغيير نظام البطولة، إلى مباراة واحدة في ملعب محايد. وفي عام 2019، تم تطبيق النظام الجديد للبطولة، والذي يقتضي مشاركة 4 فرق؛ بطل ووصيف الدوري الإسباني، مع بطل ووصيف كأس ملك إسبانيا. وتتنافس الفرق الأربعة بنظام النصف النهائي (خروج المغلوب) وفق قرعة يجريها الاتحاد الإسباني لكرة القدم.
يذكر أن المسابقة لم تُقام في عامي 1986 (كان من المفترض إقامة المباراة بين ريال مدريد وريال سرقسطة) و1987 (كان من المفترض إقامة المباراة بين ريال مدريد وريال سوسيداد).
برشلونة هو النادي الأكثر تحقيقًا للكأس برصيد 15 لقبًا. وهو حامل اللقب.

## التاريخ
المنافسة الحالية كانت موجودة منذ عام 1982، ولكن بين عامي 1940 و1953، لُعبت العديد من البطولات الأخرى المُشابهة والتي تكون ما بين بطل الدوري الإسباني بطل الكأس.
- في عام 1940، لُعبت بطولة مُشابهة كان اسمها كأس الأبطال (بالإسبانية: Copa de Campeones). لم يتم لعبها مرة أخرى حتى عام 1945، عندما قدَّم سفير الأرجنتين، بسبب العلاقات الجيدة مع الحكومة العسكرية الإسبانية، كأسًا اسمها كأس الأرجنتين الذهبية (بالإسبانية: Copa de Oro Argentina). كُل هذه البطولات لم تكن رسمية.
- في عام 1941، تم تأسيس كأس رئيس الاتحاد الإسباني (بالإنجليزية: Copa Presidente FEF)، لمرة واحدة من قِبل الاتحاد الملكي الإسباني، واعتُبرت بطولة رسمية.
- في عام 1947، تم تأسيس بطولة كأس إيفا دوارتي كبطولة سنوية رسميّة تم تأسيسها وتنظيمها من قبل الاتحاد الملكي الإسباني كتقدير لخوان بيرون، رئيس الأرجنتين وزوجته إيفا بيرون. كانت تُلعب في كل عام بين سبتمبر وديسمبر، وعادةً ما تكون في مباراة واحدة.
- في عام 2018، لُعب كأس السوبر لأول مرة كمباراة واحدة في ملعب محايد.
- في فبراير 2019 تم استحداث نظلم جديد للبطولة، ستُقام بطولة السوبر الإسباني للموسم الجديد من دورة مُجمعة تضم أربعة فرق، وهم بطل الدوري والكأس ووصيفيهما. وفي حال فوز الفريق باللقبين أو حل بطلاً ووصيفا في المنافستين، فإن صاحب المركز الثالث سيتأهل أيضاً للمشاركة في البطولة المصغرة، والتي ستكون بنظام شبيه بنظام النصف النهائي (خروج المغلوب) وفق قرعة يجريها الاتحاد الإسباني لكرة القدم.[4]

## بطولات سابقة

### بطولات ودية
في الفترة ما بين عامي 1940 وعام 1945، أقيمت 3 بطولات ودية مختلفة الأسماء، لكنها كانت نواة نشأة مسابقة كأس السوبر الإسباني.
| السنة | البطل         | فائز في      | الوصيف        | فائز في           | النتيجة  | اسم البطولة                             |
| ----- | ------------- | ------------ | ------------- | ----------------- | -------- | --------------------------------------- |
| 1940  | أتلتيكو مدريد | دوري 1939–40 | إسبانيول      | كأس الملك 1940    | 3–3، 7–1 | كأس الأبطال الإسبانية (بطولة غير رسمية) |
| 1941  | أتلتيكو مدريد | دوري 1940–41 | فالنسيا       | كأس الملك 1941    | 4–0      | كأس رئيس الاتحاد الإسباني (بطولة رسمية) |
| 1945  | برشلونة       | دوري 1944–45 | أتلتيك بيلباو | كأس الملك 1944–45 | 5–4      | كأس الأرجنتين الذهبية (بطولة غير رسمية) |

### كأس إيفا دوارتي
كأس إيفا دوارتي (بالإسبانية: Copa Eva Duarte) هي بطولة كرة قدم إسبانية تحمل اسم السيدة إيفا دوارتي (بالإسبانية: Eva Duarte) زوجة رئيس الأرجنتين خوان دوميجو بيرون في تلك الفترة، أقيمت البطولة في الفترة ما بين عام 1947 ولغاية توقفها في عام 1953، وكانت تجمع بين بطل الدوري الإسباني وبطل كأس ملك إسبانيا على غرار بطولة كأس السوبر الإسباني حالياً، وهي بطولة يصنفها الاتحاد الإسباني كبطولة رسمية.
| السنة | البطل         | فائز في              | الوصيف                                   | فائز في                                  | النتيجة                                  |
| ----- | ------------- | -------------------- | ---------------------------------------- | ---------------------------------------- | ---------------------------------------- |
| 1947  | ريال مدريد    | كأس الملك 1947       | فالنسيا                                  | دوري 1946–47                             | 3–1                                      |
| 1948  | برشلونة       | دوري 1947–48         | إشبيلية                                  | كأس الملك 1947–48                        | 1–0                                      |
| 1949  | فالنسيا       | كأس الملك 1948–49    | برشلونة                                  | دوري 1948–49                             | 7–4                                      |
| 1950  | أتلتيك بيلباو | كأس الملك 1949–50    | أتلتيكو مدريد                            | دوري 1949–50                             | 5–5، 2–0                                 |
| 1951  | أتلتيكو مدريد | دوري 1950–51         | برشلونة                                  | كأس الملك 1951                           | 2–0                                      |
| 1952  | برشلونة       | الدوري & كأس 1951–52 | اعتُبر فائزاً تلقائياً بسبب فوزه بالثنائية. | اعتُبر فائزاً تلقائياً بسبب فوزه بالثنائية. | اعتُبر فائزاً تلقائياً بسبب فوزه بالثنائية. |
| 1953  | برشلونة       | الدوري & كأس 1952–53 | اعتُبر فائزاً تلقائياً بسبب فوزه بالثنائية. | اعتُبر فائزاً تلقائياً بسبب فوزه بالثنائية. | اعتُبر فائزاً تلقائياً بسبب فوزه بالثنائية. |

* في 1952 و1953 مُنحت الكأس تلقائياً لبرشلونة بسبب فوزه بثنائية الدوري والكأس.

## قائمة النهائيات

### مبارتين (ذهاب وإياب)
| الموسم | البطل                                   | تأهل يفوزه بـ                           | الوصيف                                                             | تأهل يفوزه بـ                                                      | النتائج                                                            |
| ------ | --------------------------------------- | --------------------------------------- | ------------------------------------------------------------------ | ------------------------------------------------------------------ | ------------------------------------------------------------------ |
| 1982   | ريال سوسيداد                            | الدوري موسم 1981–82                     | ريال مدريد                                                         | الكأس موسم 1981–82                                                 | 0–1، 4–0                                                           |
| 1983   | برشلونة                                 | الكأس موسم 1982–83                      | أتلتيك بيلباو                                                      | الدوري موسم 1982–83                                                | 3–1، 0–1                                                           |
| 1984   | أتلتيك بيلباو                           | الدوري موسم 1983–84 والكأس موسم 1983–84 | مُنحت الكأس تلقائياً لأتلتيك بيلباو بسبب فوزه بثنائية الدوري والكأس. | مُنحت الكأس تلقائياً لأتلتيك بيلباو بسبب فوزه بثنائية الدوري والكأس. | مُنحت الكأس تلقائياً لأتلتيك بيلباو بسبب فوزه بثنائية الدوري والكأس. |
| 1985   | أتلتيكو مدريد                           | الكأس موسم 1984–85                      | برشلونة                                                            | الدوري موسم 1984–85                                                | 3–1، 0–1                                                           |
| 1986   | ريال مدريد وريال سرقسطة لم يلعبا اللقاء | ريال مدريد وريال سرقسطة لم يلعبا اللقاء | ريال مدريد وريال سرقسطة لم يلعبا اللقاء                            | ريال مدريد وريال سرقسطة لم يلعبا اللقاء                            | ريال مدريد وريال سرقسطة لم يلعبا اللقاء                            |
| 1987   | ريال مدريد وريال سرقسطة لم يلعبا اللقاء | ريال مدريد وريال سرقسطة لم يلعبا اللقاء | ريال مدريد وريال سرقسطة لم يلعبا اللقاء                            | ريال مدريد وريال سرقسطة لم يلعبا اللقاء                            | ريال مدريد وريال سرقسطة لم يلعبا اللقاء                            |
| 1988   | ريال مدريد                              | الدوري موسم 1987–88                     | برشلونة                                                            | الكأس موسم 1987–88                                                 | 2–0، 1–2                                                           |
| 1989   | ريال مدريد                              | الدوري موسم 1988–89 والكأس موسم 1988–89 | مُنحت الكأس تلقائياً لريال مدريد بسبب فوزه بثنائية الدوري والكأس.    | مُنحت الكأس تلقائياً لريال مدريد بسبب فوزه بثنائية الدوري والكأس.    | مُنحت الكأس تلقائياً لريال مدريد بسبب فوزه بثنائية الدوري والكأس.    |
| 1990   | ريال مدريد                              | الدوري موسم 1989–90                     | برشلونة                                                            | الكأس موسم 1989–90                                                 | 1–0، 4–1                                                           |
| 1991   | برشلونة                                 | الدوري موسم 1990–91                     | أتلتيكو مدريد                                                      | الكأس موسم 1999–91                                                 | 1–0، 1–1                                                           |
| 1992   | برشلونة                                 | الدوري موسم 1991–92                     | أتلتيكو مدريد                                                      | الكأس موسم 1991–92                                                 | 3–1، 2–1                                                           |
| 1993   | ريال مدريد                              | الكأس موسم 1992–91                      | برشلونة                                                            | الدوري موسم 1992–93                                                | 3–1، 1–1                                                           |
| 1994   | برشلونة                                 | الدوري موسم 1993–94                     | ريال سرقسطة                                                        | الكأس موسم 1993–94                                                 | 2–0، 4–5                                                           |
| 1995   | ديبورتيفو لاكورونيا                     | الكأس موسم 1994–95                      | ريال مدريد                                                         | الدوري موسم 1994–95                                                | 3–0، 2–1                                                           |
| 1996   | برشلونة                                 | وصيف الكأس موسم 1995–96                 | أتلتيكو مدريد                                                      | الدوري موسم 1995–96 والكأس موسم 1995–96                            | 5–2، 1–3                                                           |
| 1997   | ريال مدريد                              | الدوري موسم 1996–97                     | برشلونة                                                            | الكأس موسم 1996–97                                                 | 1–2، 4–1                                                           |
| 1998   | ريال مايوركا                            | وصيف الكأس موسم 1997–98                 | برشلونة                                                            | الدوري موسم 1997–98 & الكأس موسم 1997–98                           | 2–1، 1–0                                                           |
| 1999   | فالنسيا                                 | الكأس موسم 1998–99                      | برشلونة                                                            | الدوري موسم 1998–99                                                | 1–0، 3–3                                                           |
| 2000   | ديبورتيفو لاكورونيا                     | الدوري موسم 1999–2000                   | إسبانيول                                                           | الكأس موسم 1999–2000                                               | 0–0، 2–0                                                           |
| 2001   | ريال مدريد                              | الدوري موسم 2000–01                     | ريال سرقسطة                                                        | الكأس موسم 2000–01                                                 | 1–1، 3–0                                                           |
| 2002   | ديبورتيفو لاكورونيا                     | الكأس موسم 2001–02                      | فالنسيا                                                            | الدوري موسم 2001–02                                                | 3–0، 1–0                                                           |
| 2003   | ريال مدريد                              | الدوري موسم 2002–03                     | ريال مايوركا                                                       | الكأس موسم 2002–03                                                 | 1–2، 3–0                                                           |
| 2004   | ريال سرقسطة                             | الكأس موسم 2003–04                      | فالنسيا                                                            | الدوري موسم 2003–04                                                | 0–1، 3–1                                                           |
| 2005   | برشلونة                                 | الدوري موسم 2004–05                     | ريال بيتيس                                                         | الكأس موسم 2004–05                                                 | 3–0، 1–2                                                           |
| 2006   | برشلونة                                 | الدوري موسم 2005–06                     | إسبانيول                                                           | الكأس موسم 2005–06                                                 | 1–0، 3–0                                                           |
| 2007   | إشبيلية                                 | الكأس موسم 2006–07                      | ريال مدريد                                                         | الدوري موسم 2006–07                                                | 1–0، 5–3                                                           |
| 2008   | ريال مدريد                              | الدوري موسم 2007-08                     | فالنسيا                                                            | الكأس موسم 2007–08                                                 | 2–3، 4–2                                                           |
| 2009   | برشلونة                                 | الدوري موسم 2008–09 والكأس موسم 2008–09 | أتلتيك بيلباو                                                      | وصيف الكأس موسم 2008–09                                            | 2–1، 3–0                                                           |
| 2010   | برشلونة                                 | الدوري موسم 2009–10                     | إشبيلية                                                            | الكأس موسم 2009–10                                                 | 1–3، 4–0                                                           |
| 2011   | برشلونة                                 | الدوري موسم 2010–11                     | ريال مدريد                                                         | الكأس موسم 2010–11                                                 | 2–2، 3–2                                                           |
| 2012   | ريال مدريد                              | الدوري موسم 2011–12                     | برشلونة                                                            | الكأس موسم 2011–12                                                 | 2–3، 2–1                                                           |
| 2013   | برشلونة                                 | الدوري موسم 2012–13                     | أتلتيكو مدريد                                                      | الكأس موسم 2012–13                                                 | 1–1، 0–0                                                           |
| 2014   | أتلتيكو مدريد                           | الدوري موسم 2013–14                     | ريال مدريد                                                         | الكأس موسم 2013–14                                                 | 1–1، 1–0                                                           |
| 2015   | أتلتيك بيلباو                           | وصيف الكأس موسم 2014–15                 | برشلونة                                                            | الدوري موسم 2014–15 والكأس موسم 2014–15                            | 4–0، 1–1                                                           |
| 2016   | برشلونة                                 | الدوري موسم 2015–16 والكأس موسم 2015–16 | إشبيلية                                                            | وصيف الكأس موسم 2015–16                                            | 2–0، 3–0                                                           |
| 2017   | ريال مدريد                              | الدوري موسم 2016–17                     | برشلونة                                                            | الكأس موسم 2016–17                                                 | 3–1، 2–0                                                           |

### مباراة واحدة
| الموسم | البطل   | تأهل يفوزه بـ                           | الوصيف  | تأهل يفوزه بـ           | النتائج | الملعب                  |
| ------ | ------- | --------------------------------------- | ------- | ----------------------- | ------- | ----------------------- |
| 2018   | برشلونة | الدوري موسم 2016–17 والكأس موسم 2016–17 | إشبيلية | وصيف الكأس موسم 2017–18 | 2–1     | ملعب طنجة، طنجة، المغرب |

### أربعة فرق
| العام   | البطل                                                         | النتيجة                | الوصيف                                       | نصف النهائي                                                | الملعب                                                                      |
| ------- | ------------------------------------------------------------- | ---------------------- | -------------------------------------------- | ---------------------------------------------------------- | --------------------------------------------------------------------------- |
| 2019–20 | ريال مدريد (ثالث الدوري الإسباني 2018–19)                     | 0–0 (ب.و.إ.) (4–1 ر.ت) | أتلتيكو مدريد (وصيف الدوري الإسباني 2018–19) | فالنسيا (كأس الملك 2018–19)                                | مدينة الملك عبد الله الرياضية، جدة                                          |
| 2019–20 | ريال مدريد (ثالث الدوري الإسباني 2018–19)                     | 0–0 (ب.و.إ.) (4–1 ر.ت) | أتلتيكو مدريد (وصيف الدوري الإسباني 2018–19) | برشلونة (الدوري الإسباني 2018–19 و وصيف كأس الملك 2018–19) | مدينة الملك عبد الله الرياضية، جدة                                          |
| 2020–21 | أتلتيك بيلباو (وصيف كأس الملك 2019–20)                        | 3–2 (ب.و.إ.)           | برشلونة (وصيف الدوري الإسباني 2019–20)       | ريال سوسيداد (كأس الملك 2019–20)                           | ملعب نويفو اركانخيل، قرطبة ملعب لا روزاليدا، مالقة ملعب لا كارتوخا، إشبيلية |
| 2020–21 | أتلتيك بيلباو (وصيف كأس الملك 2019–20)                        | 3–2 (ب.و.إ.)           | برشلونة (وصيف الدوري الإسباني 2019–20)       | ريال مدريد (الدوري الإسباني 2019–20)                       | ملعب نويفو اركانخيل، قرطبة ملعب لا روزاليدا، مالقة ملعب لا كارتوخا، إشبيلية |
| 2021–22 | ريال مدريد (وصيف الدوري الإسباني 2020–21)                     | 2–0                    | أتلتيك بيلباو (وصيف كأس الملك 2020–21)       | برشلونة (كأس الملك 2020–21)                                | ملعب الملك فهد الدولي، الرياض                                               |
| 2021–22 | ريال مدريد (وصيف الدوري الإسباني 2020–21)                     | 2–0                    | أتلتيك بيلباو (وصيف كأس الملك 2020–21)       | أتلتيكو مدريد (الدوري الإسباني 2020–21)                    | ملعب الملك فهد الدولي، الرياض                                               |
| 2022–23 | برشلونة (وصيف الدوري الإسباني 2021–22)                        | 3–1                    | ريال مدريد (الدوري الإسباني 2021–22)         | فالنسيا (وصيف كأس الملك 2021–22)                           | ملعب الملك فهد الدولي، الرياض                                               |
| 2022–23 | برشلونة (وصيف الدوري الإسباني 2021–22)                        | 3–1                    | ريال مدريد (الدوري الإسباني 2021–22)         | ريال بيتيس (كأس الملك 2021–22)                             | ملعب الملك فهد الدولي، الرياض                                               |
| 2023–24 | ريال مدريد (كأس الملك 2022–23 & الدوري الإسباني 2022–23 وصيف) | 4–1                    | برشلونة (الدوري الإسباني 2022–23)            | أتلتيكو مدريد (ثالث الدوري الإسباني 2022–23)               | ملعب جامعة الملك سعود، الرياض                                               |
| 2023–24 | ريال مدريد (كأس الملك 2022–23 & الدوري الإسباني 2022–23 وصيف) | 4–1                    | برشلونة (الدوري الإسباني 2022–23)            | أوساسونا (وصيف كأس الملك 2022–23)                          | ملعب جامعة الملك سعود، الرياض                                               |
| 2024–25 | برشلونة (وصيف الدوري الإسباني 2023–24 )                       | 5–2                    | ريال مدريد (الدوري الإسباني 2023–24)         | أتلتيك بيلباو (بطل كأس الملك 2023–24)                      | مدينة الملك عبد الله الرياضية، جدة                                          |
| 2024–25 | برشلونة (وصيف الدوري الإسباني 2023–24 )                       | 5–2                    | ريال مدريد (الدوري الإسباني 2023–24)         | ريال مايوركا (وصيف كأس الملك 2023–24)                      | مدينة الملك عبد الله الرياضية، جدة                                          |

1. 1 2  لم تكن نتيجة نهائي كأس الملك 2020 معروفة في وقت إقامة كأس السوبر الإسباني 2020–21، مما أدى إلى منح التأهل لكلا المتأهلين للنهائي البطولة.

## سجل الأبطال
| الفريق              | البطل | الوصيف | نصف النهائي | أعوام الفوز                                                                                 | أعوام الوصافة                                                                | نصف النهائي      |
| ------------------- | ----- | ------ | ----------- | ------------------------------------------------------------------------------------------- | ---------------------------------------------------------------------------- | ---------------- |
| برشلونة             | 15    | 12     | 2           | 1983، 1991، 1992، 1994، 1996، 2005، 2006، 2009، 2010، 2011، 2013، 2016، 2018، 2022–23، 2025 | 1985، 1988، 1990، 1993، 1997، 1998، 1999، 2012، 2015، 2017، 2020–21، 2023–24 | 2019–20، 2021–22 |
| ريال مدريد          | 13    | 7      | 1           | 1988، 1989*، 1990، 1993، 1997، 2001، 2003، 2008، 2012، 2017، 2019–20، 2021–22، 2023–24      | 1982، 1995، 2007، 2011، 2014، 2022–23، 2025                                  | 2020–21          |
| أتلتيك بيلباو       | 3     | 3      | 1           | 1984*، 2015، 2020–21                                                                        | 1983، 2009، 2021–22                                                          | 2025             |
| ديبورتيفو لاكورونيا | 3     | –      | –           | 1995، 2000، 2002                                                                            | –                                                                            | –                |
| أتلتيكو مدريد       | 2     | 5      | 2           | 1985، 2014                                                                                  | 1991، 1992، 1996، 2013، 2019–20                                              | 2021–22، 2023–24 |
| فالنسيا             | 1     | 3      | 2           | 1999                                                                                        | 2002، 2004، 2008                                                             | 2019–20          |
| إشبيلية             | 1     | 3      | –           | 2007                                                                                        | 2010، 2016، 2018                                                             | –                |
| ريال سرقسطة         | 1     | 2      | –           | 2004                                                                                        | 1994، 2001                                                                   | –                |
| ريال مايوركا        | 1     | 1      | 1           | 1998                                                                                        | 2003                                                                         | 2025             |
| ريال سوسيداد        | 1     | –      | 1           | 1982                                                                                        | –                                                                            | 2020–21          |
| إسبانيول            | –     | 2      | –           | –                                                                                           | 2000، 2006                                                                   | –                |
| ريال بيتيس          | –     | 1      | 1           | –                                                                                           | 2005                                                                         | –                |
| أوساسونا            | –     | –      | 1           | –                                                                                           | –                                                                            | 2023–24          |

- فاز فريق أتلتيك بيلباو وريال مدريد بكأس السوبر في الأعوام 1984 و1989 تلقائياً بسبب فوزهم بثنائية الدوري والكأس.

## قائمة الهدافين

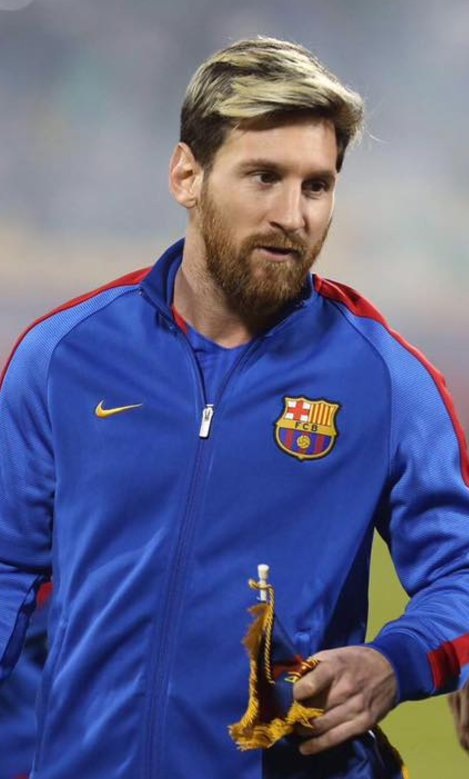
ليونيل ميسي هو هداف البطولة التاريخي برصيد 14 هدفًا.

- الأسماء الغليظة هي للاعبين لازالوا يلعبون حالياً في إسبانيا.[8]

| البلد     | اللاعب            | الأهداف | المشاركات | الأندية                                    | المصدر |
| --------- | ----------------- | ------- | --------- | ------------------------------------------ | ------ |
| الأرجنتين | ليونيل ميسي       | 14      | 20        | برشلونة                                    | [ 10 ] |
| إسبانيا   | راؤول غونزاليس    | 7       | 12        | ريال مدريد                                 | [ 11 ] |
| فرنسا     | كريم بنزيما       | 7       | 13        | ريال مدريد                                 | [ 12 ] |
| بلغاريا   | خريستو ستويتشكوف  | 6       | 10        | برشلونة                                    | [ 13 ] |
| إسبانيا   | تشيكي بيغريستين   | 6       | 12        | ريال سوسيداد، برشلونة، ديبورتيفو لاكورونيا | [ 14 ] |
| مالي      | فريديريك كانوتيه  | 5       | 2         | إشبيلية                                    | [ 15 ] |
| بولندا    | روبرت ليفاندوفسكي | 5       | 6         | برشلونة                                    | [ 16 ] |
| إسبانيا   | أريتز أدوريز      | 4       | 2         | أثلتيك بلباو                               | [ 17 ] |
| البرتغال  | كريستيانو رونالدو | 4       | 7         | ريال مدريد                                 | [ 18 ] |
| البرازيل  | فينيسيوس جونيور   | 4       | 10        | ريال مدريد                                 | [ 19 ] |
| إسبانيا   | خوسيه ماري باكيرو | 4       | 11        | ريال سوسيداد، برشلونة                      | [ 20 ] |
| إسبانيا   | تشافي هيرنانديز   | 4       | 14        | برشلونة                                    | [ 21 ] |

## وصلات خارجية
- The predecessor of the current Supercopa de España